# Xanthopimpla brachycentra
Xanthopimpla brachycentra är en stekelart som beskrevs av Krieger 1914. Xanthopimpla brachycentra ingår i släktet Xanthopimpla och familjen brokparasitsteklar. Utöver nominatformen finns också underarten X. b. obscuricornis.